# Música erudita

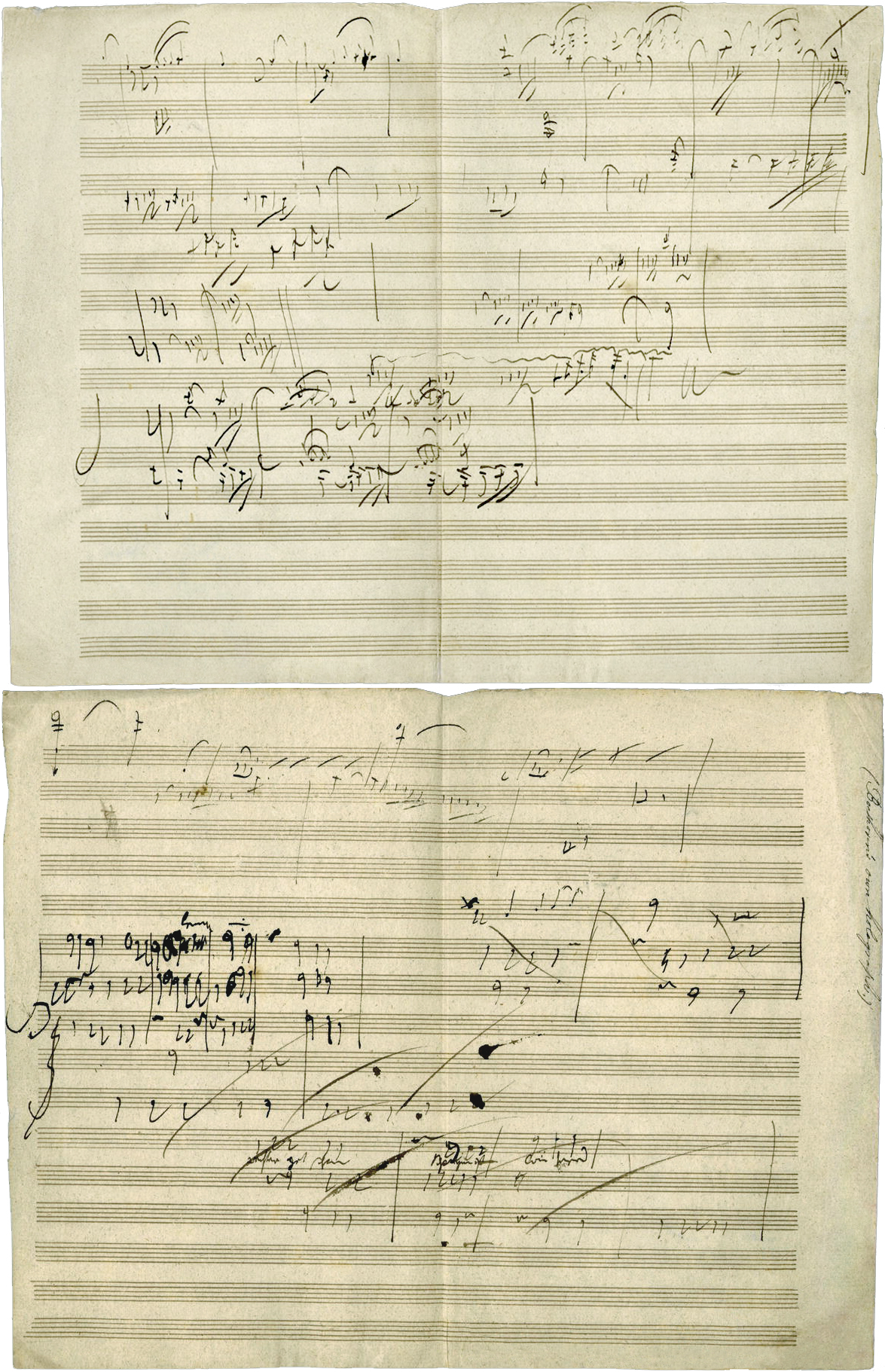
Esboço autográfico de Beethoven para sua Sonata para piano nº 28, Movimento IV, Geschwind, doch nicht zu sehr und mit Entschlossenheit (Allegro). Ele completou a peça em 1816.

Música erudita (também chamada de música clássica, música cultivada, música séria e música canônica) é a música considerada de alto valor fonoestético. Ela normalmente implica considerações estruturais e teóricas avançadas ou uma tradição musical escrita. Nesse contexto, os termos "sério" ou "cultivado" são frequentemente usados para apresentar um contraste com a música comum do dia a dia (ou seja, música popular e folclórica, também chamada de "música vernacular"). Muitas culturas têm tradições de música erudita; no mundo ocidental, o termo normalmente se refere à música clássica ocidental.

## Definição
Na literatura ocidental, "música erudita" é usada principalmente para se referir à música que descende da tradição da música clássica ocidental. O musicólogo Philip Tagg refere-se ao elitismo associado à música erudita como parte de um "triângulo axiomático que consiste em músicas 'folclóricas', 'artísticas' e 'populares'". Ele explica que cada uma dessas três se distingue das demais de acordo com certos critérios. Segundo Bruno Nettl, "música clássica ocidental" também pode ser sinônimo de "música erudita", "música canônica", "música culta", "música séria", bem como das mais levianas "música real" e "música normal". A musicista Catherine Schmidt-Jones define música erudita como "uma música que requer significativamente mais esforço do ouvinte para ser apreciada plenamente do que a típica música popular". Em sua opinião, "isso pode incluir os tipos mais desafiadores de jazz e rock, bem como a música clássica".
O termo "música erudita" refere-se principalmente às tradições clássicas (incluindo formas de música clássica contemporânea e histórica) que se concentram em estilos formais, convidam à desconstrução técnica e detalhada e à crítica, e exigem atenção concentrada do ouvinte. Na prática ocidental rigorosa, a música erudita é considerada principalmente uma tradição musical escrita, preservada em alguma forma de notação musical, em oposição à transmissão oral, mecânica ou em gravações (como a música popular e tradicional).

## Música popular
Ao longo da história da música popular, houve tentativas constantes de se autodenominar arte em vez de cultura popular, e diversos estilos musicais que antes eram entendidos como "música popular" passaram a ser categorizados na categoria artística ou clássica. Segundo o acadêmico Tim Wall, o exemplo mais significativo da luta entre os discursos da Tin Pan Alley, afro-americano, vernacular e artístico ocorreu no jazz. Já na década de 1930, artistas tentaram cultivar ideias de "jazz sinfônico", distanciando-o de suas raízes vernáculas e afro-americanas percebidas. Seguindo esses desenvolvimentos, as histórias da música popular tendem a marginalizar o jazz, em parte porque a reformulação do jazz no discurso artístico foi tão bem-sucedida que muitos (em 2013) não o considerariam uma forma de música popular.
No início do século XX, a música erudita era dividida em "música séria" e "música leve". Durante a segunda metade do século, houve uma tendência em larga escala na cultura americana em direção à confusão dos limites entre arte e música pop. A partir de 1966, o grau de diálogo social e artístico entre músicos de rock acelerou dramaticamente para bandas que fundiam elementos de música composta com as tradições musicais orais do rock. Durante o final dos anos 1960 e 1970, as bandas de rock progressivo representavam uma forma de música crossover que combinava o rock com formas musicais de alta arte por meio de citação, alusão ou imitação. A música progressiva pode ser equiparada a referências explícitas a aspectos da música erudita, às vezes resultando na reificação do rock como música erudita.
Embora o rock progressivo seja frequentemente citado por sua fusão de alta e baixa cultura, poucos artistas incorporaram temas clássicos literais em seus trabalhos em grande grau, como explica o autor Kevin Holm-Hudson: "às vezes, o rock progressivo falha em integrar fontes clássicas... ele se move continuamente entre referências explícitas e implícitas a gêneros e estratégias derivadas não apenas da música erudita europeia, mas de outros domínios culturais (como o das Índias Orientais, o celta, o folk e o africano) e, portanto, envolve um movimento estético contínuo entre o formalismo e o ecletismo".